# Claspettomyia carpatica
Claspettomyia carpatica är en tvåvingeart som beskrevs av Boris Mamaev 1998. Claspettomyia carpatica ingår i släktet Claspettomyia och familjen gallmyggor.
Artens utbredningsområde är Ukraina. Inga underarter finns listade i Catalogue of Life.